# Small Craft on a Milk Sea
Small Craft on a Milk Sea je studiové album britského ambientního hudebníka a hudební producenta Briana Ena, vydané v říjnu 2010 u vydavatelství Warp Records. Spolu s Enem se na albu podíleli také Jon Hopkins a Leo Abrahams. Album vyšlo v několika verzích: na CD s patnácti písněmi, v elektronické podobě z internetu se stejným počtem písní, v japonské verzi na CD s šestnácti písněmi, ve speciální sběratelské verzi na CD s devatenácti písněmi, ve verzi pro iTunes s šestnácti písněmi, na dvojité vinylové LP desce a s osmnácti písněmi ve speciální verzi prodávané v obchodech Rough Trade. Rovněž bylo natočeno na video sedm improvizovaných skladeb na propagaci alba.

## Seznam skladeb
Autory všech skladeb jsou Brian Eno, Leo Abrahams a Jon Hopkins.
| Pořadí | Název                     | Délka |
| ------ | ------------------------- | ----- |
| 1.     | Emerald and Lime          | 3:02  |
| 2.     | Complex Heaven            | 3:05  |
| 3.     | Small Craft on a Milk Sea | 1:49  |
| 4.     | Flint March               | 1:56  |
| 5.     | Horse                     | 3:02  |
| 6.     | 2 Forms of Anger          | 3:15  |
| 7.     | Bone Jump                 | 2:22  |
| 8.     | Dust Shuffle              | 1:54  |
| 9.     | Paleosonic                | 4:25  |
| 10.    | Slow Ice, Old Moon        | 3:25  |
| 11.    | Lesser Heaven             | 3:21  |
| 12.    | Calcium Needles           | 3:25  |
| 13.    | Emerald and Stone         | 2:12  |
| 14.    | Written, Forgotten        | 3:55  |
| 15.    | Late Anthropocene         | 8:09  |

| Bonus na japonské verzi | Bonus na japonské verzi | Bonus na japonské verzi |
| Pořadí                  | Název                   | Délka                   |
| ----------------------- | ----------------------- | ----------------------- |
| 16.                     | Invisible               | 5:10                    |

| bonus na iTunes verzi | bonus na iTunes verzi | bonus na iTunes verzi |
| Pořadí                | Název                 | Délka                 |
| --------------------- | --------------------- | --------------------- |
| 16.                   | Loose Rein            | 3:17                  |

| Bonusy na sběratelské verzi | Bonusy na sběratelské verzi | Bonusy na sběratelské verzi |
| Pořadí                      | Název                       | Délka                       |
| --------------------------- | --------------------------- | --------------------------- |
| 16.                         | Surfacing                   | 2:19                        |
| 17.                         | Square Chain                | 2:36                        |
| 18.                         | Bimini Twist                | 3:13                        |
| 19.                         | Abandoned Ship              | 3:45                        |

| Bonusy dostupné přes Rough Trade | Bonusy dostupné přes Rough Trade | Bonusy dostupné přes Rough Trade |
| Pořadí                           | Název                            | Délka                            |
| -------------------------------- | -------------------------------- | -------------------------------- |
| 16.                              | Square Chain                     | 2:36                             |
| 17.                              | Bimini Twist                     | 3:13                             |
| 18.                              | Invisible                        | 5:10                             |

| Seven Sessions on a Milk Sea | Seven Sessions on a Milk Sea               | Seven Sessions on a Milk Sea |
| Pořadí                       | Název                                      | Délka                        |
| ---------------------------- | ------------------------------------------ | ---------------------------- |
| 1.                           | Instant Nuclear Family                     | 3:02                         |
| 2.                           | Signal Success                             | 3:55                         |
| 3.                           | Written / Forgotten / Remembered           | 2:30                         |
| 4.                           | Allen Loop                                 | 1:16                         |
| 5.                           | Abdominal Crisis                           | 3:55                         |
| 6.                           | Big Thief Trudge                           | 1:27                         |
| 7.                           | Instant Nuclear Family (prodloužená verze) | 7:54                         |

## Obsazení
- Brian Eno – počítače, elektronika
- Leo Abrahams – kytara, laptop, guitaret
- Jon Hopkins – klavír, klávesy, elektronika